# У
Вижте пояснителната страница за други значения на У.
У, у е буква от кирилицата, двадесета поредна в българската азбука. Често представлява затворената задна закръглена гласна /u/.

## История
Буквата произлиза от старобългарския диграф Ѹ, който от своя страна е заемка от гръцката азбука, където диграфът ου (омикрон+ипсилон) също е използван за предаване на звука /u/.
Гръцката буква ипсилон паралелно е взета в кирилицата и под друга форма – като буквата ижица (Ѵ). Тази буква обаче постепенно отпада от употреба.

## Фонемна стойност
Във българския в ударена форма се редуцира до /u/ затворена задна закръглена гласна, а в неударена форма се редуцира до /ʊ/ ненапрегнато-затворена ненапрегнато-задна закръглена гласна или до /о/ полузатворена задна закръглена гласна.

## Други подобни букви
В някои езици са използвани вариации на тази буква:
- Ў (в Беларуски език, дунгански език,[1] сибирски юпикски език, узбекски език)
- Ӯ (в таджикски език)
- Ӱ (в алтайски език, хакаски език, гагаузки език, хантийски език, марийски език)
- Ӳ (в чувашки език)
- Ү (в монголски език, казахски език, татарски език, башкирски език, дунгански език и други езици)
- Ұ (в казахски език)

## Компютърни кодове
| знак              |  | У 1       | У 1      |  | у 2       | у 2      |
| кодиране          |  | десетично | 16-ично  |  | десетично | 16-ично  |
|                   |  |           |          |  |           |          |
| Уникод            |  | 1059      | 0423     |  | 1091      | 0443     |
| UTF-8             |  | 208 163   | D0 A3    |  | 209 131   | D1 83    |
| ISO/IEC 8859-5    |  | 195       | C3       |  | 227       | E3       |
| KOI8-R and KOI8-U |  | 245       | F5       |  | 213       | D5       |
| MacCyrillic       |  | 147       | 93       |  | 243       | F3       |
| Windows-1251      |  | 211       | D3       |  | 243       | F3       |
|                   |  |           |          |  |           |          |
| HTML кодове       |  | &#1059;   | &#x0423; |  | &#1091;   | &#x0443; |

1 Име в Уникод: CYRILLIC CAPITAL LETTER U
2 Име в Уникод: CYRILLIC SMALL LETTER U